# Marie Rauzy
Marie Rauzy  est une peintre française (née le 21 mars 1961 à Marseille). Elle est l'arrière-arrière-petite-fille de Paul Cézanne. Elle exerce son métier depuis 1988.

## Expositions
2010
- Marseille, Théâtre Toursky, Refusons de mourir
- Belgique, Liège, Galerie Saint Remy

2009
- Paris, galerie Marie Vitoux, Féminin pluriel
- Paris, Area, La fameuse souplesse féminine

2008
- Le Havre, Biennale du Havre off

2006
- Aix-en-Provence, Galerie Susini, Le marchand est passé
- Paris, Galerie Pierre Marie Vitoux, Splendeur de la misère
- Saint-Riquier, Musée départemental de l'abbaye de Saint-Riquier, Paysages en bataille

2005
- Saint-Cyprien, Venus en Périgord

2004
- Lille, ARTevent Lille 2004, La vie de Patachon

2002
- Paris, Heart Galerie,  Voyons près

1993
- Toulon, Musée des Beaux Arts, Éloge de la peinture

1992
- Paris, Galerie Pierre Marie Vitoux

1991
- Paris, Musée des Hôpitaux de Paris, Le Sang

1990
- Créteil, Maison des Arts et de la culture

1989
- Paris, Grand Palais, MAC 2000

## Livres
- Jacques Serguine, Comprenons l'iconnu, illustrations de Marie Rauzy, Yeo pour Area, 1993.
- Jacques Serguine, Parlez-moi d'amour, illustrations de Marie Rauzy, Yeo pour Area, 1996.
- Giovanna et Alain Jouffroy, Phylactère, illustrations de Marie Rauzy, éd. Le Renard Pâle, 2010

## Sources
- Marie Rauzy, La peinture c'est salissant, un livre de Alin Avila, éd. Area, Paris, 2006  (EAN 9 782352 760214)